# مسافة بين نقطة وخط

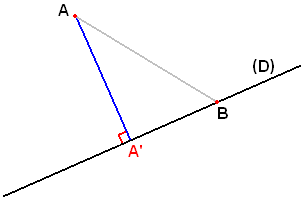
رسم توضيحي لقانون المسافة بين نقطة وخط مستقيم بالاستناد إلى نظرية فيثاغورس.

المسافة بين نقطة وخط مستقيم هي أقرب مسافة تفصل النقطة عن الخط المستقيم.
- إحداثيتا النقطة (xA , yA)
- معادلة المستوي (ax + by + c)

على مستو
- المسافة بينهما dA,(d) = | axA + byA + c | / √a2 + b2

في فضاء
- متجه اتجاه المستوي (u) ونقطة (B) منه
- المسافة بينهما dA,(d) = || BA × u || / || u ||

## في الهندسة الوصفية
المسافة الدنيا بين نقطة ب وخط ر، تحدد كقطعة مستقيمة ب_ك تنتمي إلى خط س عمودي على الخط ر ومار بالنقطة ب. حيث ب هي النقطة المعطية أما ك فهي نقطة التقاطع بين الخط المعطي ر والخط العمودي س.
من المهم معرفة أن نقطة ف وخط ر يحددان مستوى واحد فقط، وذلك لتحديد الحجم الحقيقي للمسافة الدنيا بين ب و ر ، فإنه ينبغي بشكل عام قلب المستوى الفا بحيث يتطابق مع مستوى الإسقاط.

### الإسقاط الموازي
لإيجاد المسافة المعنية في الإسقاط الموازي (طريقة مونج، الاكسنومتري)، يمكن قلب المستوى ألفا على مستوى الإسقاط أو على أي مستوى موازي له. في طريقة مونج هناك عدة مستويات إسقاط ولذلك يمكن تنفيذ عملية القلب على مستوى الإسقاط الأول (افقي) أو الثاني (رأسي أمامي) أو الثالث (رأسي جانبي).

### الإسقاط المركزي
لإيجاد المسافة المعنية في الإسقاط المركزي (منظور)، يمكن قلب المستوى ألفا على مستوى الإسقاط (الذي يمكن أن يكون رأسي, افقي أو مائل).